# Distenia fastuosa
Distenia fastuosa là một loài bọ cánh cứng trong họ Cerambycidae.